# 格洛多韋
47°3′24″N 36°54′16″E / 47.05667°N 36.90444°E
赫洛多韋（烏克蘭語：Глодове）是位於烏克蘭東南部的村莊，由扎波羅熱州別爾江斯克區的貝雷斯托韋市鎮負責管轄。該村始建於1836年，面積1平方公里，海拔高度46米，2001年人口104，人口密度每平方公里103.8人。